# Brookea albicans
Brookea albicans là một loài thực vật có hoa trong họ Mã đề. Loài này được Stapf mô tả khoa học đầu tiên năm 1894.